# Unici (programma televisivo)
Unici è stato un programma televisivo italiano in onda dal 2013 al 2019 su Rai 2 e dedicato ai personaggi hanno fatto storia nel mondo dello spettacolo.
Ad eccezione della puntata dedicata a Francesco Guccini, trasmessa in seconda serata, tutte le altre trasmesse da novembre 2013 a febbraio 2015 sono andate in onda in prima serata; poi si sono alternate le puntate di prima e quelle di seconda serata.
Il programma è scritto e diretto da Giorgio Verdelli con la collaborazione di Annalisa Manduca, Silvia Fiorani, Tommaso Cennamo, Davide Fiorani, Chiara Di Giambattista e Stefano Senardi.

## Puntate
| Titolo                                          | Messa in onda                      | Ospiti | Telespettatori                                                                | Share                                                                         |
| ----------------------------------------------- | ---------------------------------- | --- | ----------------------------------------------------------------------------- | ----------------------------------------------------------------------------- |
| Mina - D'altro canto                            | 7 novembre 2013 in prima serata    | Plácido Domingo, Giorgio Faletti, Josè Feliciano, Luca Ronconi, Piero Pelù, Zucchero Fornaciari, Miguel Bosè, Marco Mengoni, Emma, Chiara, Aldo, Giovanni e Giacomo, Fernando Fratarcangeli e Giuliano Sangiorgi | 2.243.000                                                                     | 8,29%                                                                         |
| Roberto Bolle - L'étoile dei due mondi          | 26 dicembre 2013 in prima serata   | Fiorello, Fabio Capello, Stefano Accorsi, Massimo Bernardini, Lorella Cuccarini, Raffaella Carrà, Baz Luhrmann, Milly Carlucci e i genitori Maria e Luigi Bolle | 1.317.000                                                                     | 5,54%                                                                         |
| Francesco Guccini - L'ultima volta              | 30 dicembre 2013 in seconda serata | Umberto Eco, Caterina Caselli, Ligabue, Beppe Carletti, Roberto Benigni, Max Gazzè, Carlo Petrini, Vinicio Capossela e Leonardo Pieraccioni | 639.000                                                                       | 5,90%                                                                         |
| Andrea Bocelli - L'avventura di una voce        | 1º gennaio 2014 in prima serata    | Gene Gnocchi, Elisa, Fiorello, Tony Bennet, Jennifer Lopez, Renato Zero, Roberto Bolle, Ennio Morricone, Zubin Mehta, Caterina Caselli, Natalie Cole, Luciana Littizzetto, Nelly Furtado, la madre Edi Bocelli e David Foster | 2.676.000                                                                     | 11,27%                                                                        |
| Lucio Dalla - A modo mio                        | 4 marzo 2014 in prima serata       | Ron, Renato Zero, Luca Carboni, Pupi Avati, Piera degli Esposti, Gaetano Curreri, Samuele Bersani, Federico Zampaglione, Vincenzo Salemme, Marco Mengoni, Attilio Fontana, Mauro Malavasi, Marco Alemanno, Vito Mancuso e Dan Peterson | 897.000                                                                       | 3,27%                                                                         |
| ...essere Vasco Rossi - Cambiamenti             | 8 maggio 2014 in prima serata      | Jovanotti, Biagio Antonacci, Enrico Rava, Renzo Arbore, Gianna Nannini, Rocco Hunt, Fabio Volo, Caparezza, Dori Ghezzi, Giulio Giorello e Gianmarco Tognazzi | 1.627.000                                                                     | 6,78%                                                                         |
| Non ci resta che... Massimo                     | 2 giugno 2014 in prima serata      | Gianni Minà, Renzo Arbore, la sorella Rosaria Troisi, Giuliana De Sio, Maria Grazia Cucinotta, Enzo Decaro, Renato Scarpa, Nino Frassica, James Senese, Amanda Sandrelli, Giovanni Veronesi, Mauro Berardi, Vincenzo Salemme, Marisa Laurito, Gianmarco Tognazzi, Tosca D’Aquino, Maurizio De Giovanni, Antonio Monda, Achille Bonito Oliva, Rocco Papaleo, Gioele Dix, il suo barbiere Mauro, Massimo Bonetti, Giovanni Benincasa, Marco Messeri, Nathalie Caldonazzo, Gaetano Daniele, Anna Pavignano (intervistata nella casa romana di Troisi), e Bruno Voglino | 1.791.000                                                                     | 7,71%                                                                         |
| Il Volo - Tre come noi                          | 1º gennaio 2015 in prima serata    | Antonella Clerici, Massimo Giletti, Bruno Vespa e i Pooh | 2.753.000                                                                     | 11,25%                                                                        |
| Pino Daniele - Tu dimmi quando                  | 3 febbraio 2015 in prima serata    | James Senese, Tullio De Piscopo, Tony Esposito, Rino Zurzolo, Joe Amoruso, Gigi De Rienzo, Ernesto Vitolo, Enzo Avitabile, Rocco Hunt, Clementino, Edoardo Bennato, Roberto De Simone, Mario Martone, Maurizio De Giovanni, Toni e Peppe Servillo, Enzo Gragnaniello, Rosario Jermano, Peppe Lanzetta e Gino Giglio (fondatore del primo gruppo di Pino Daniele) | 1.460.000                                                                     | 5,44%                                                                         |
| Caterina Caselli - La donna che visse due volte | 14 ottobre 2015 in seconda serata  | Paolo Conte, Malika Ayane, Francesco Guccini, Pupi Avati, Alberto Bertoli (figlio di Pierangelo Bertoli), Andrea Bocelli, Red Canzian, Elisa, Raphael Gualazzi, Neri Marcorè, Giorgio Moroder, Giuliano Sangiorgi, Vittorio Sermonti, la madre Giuseppina Berselli Caselli, la sorella Liliana Caselli e il figlio Filippo Sugar | Nel periodo di messa in onda delle puntate i dati auditel sono stati sospesi. | Nel periodo di messa in onda delle puntate i dati auditel sono stati sospesi. |
| Miguel Bosé - Senza frontiere                   | 21 ottobre 2015 in seconda serata  | Amadeus, Massimo Bernardini, Red Canzian, Luca Carboni, Jovanotti, Maria De Filippi, Verónica Echegui, Mario Luzzatto Fegiz, Amanda Lear, Neri Marcorè, Gianni Minà, Moreno, Noa, Laura Pausini, Maurizio Salvadori (produttore discografico) e Pino Strabioli | Nel periodo di messa in onda delle puntate i dati auditel sono stati sospesi. | Nel periodo di messa in onda delle puntate i dati auditel sono stati sospesi. |
| Negramaro - Un senso intenso                    | 10 novembre 2015 in seconda serata | Francesco De Gregori, Elisa, Laura Pausini, Francesco Piccolo, Jovanotti, Biagio Antonacci, Emma, Patty Pravo, Fabio Volo, Ambra Angiolini, Massimo Bernardini, Salvatore Esposito, Piero Messina e Neri Marcorè | 289.000                                                                       |                                                                               |
| Eros Ramazzotti - Un pensiero speciale          | 14 dicembre 2015 in prima serata   | Biagio Antonacci, Pippo Baudo, Luca Barbarossa, Alessandro Del Piero, Claudia Gerini, Mogol, Nicola Savino, Chiara Galiazzo, Federico Zampaglione e Enzo Decaro | 1.236.000                                                                     |                                                                               |
| Il mondo di Andrea Bocelli                      | 1º gennaio 2016 in prima serata    | Tony Renis, la moglie Veronia Berti, i figli Amos, Matteo e Virginia, Zubin Mehta, Renato Zero, Gianna Nannini, Fiorello, Pippo Baudo, Javier Zanetti, Giorgio Panariello, Gianrico Carofiglio, padre Raniero Cantalamessa, Andrea Griminelli, Mauro Malavasi, Francesco Sartori (compositore), Giorgio Pasotti, Fede e Tinto e Paola Saluzzi | 2.495.000                                                                     |                                                                               |
| Luciano Pavarotti - Un mito semplice            | 8 gennaio 2016 in prima serata     | Nicoletta Mantovani, Rajna Kabaivanska, Andrea Griminelli, Francesco Canessa, Zucchero, Francesco Guccini, Jovanotti, Laura Pausini, Anastacia e Andrea Bocelli, Franco Casarini (amico personale di Pavarotti) e Cristina Mazzavillani (moglie di Riccardo Muti) | 1.774.000                                                                     |                                                                               |
| Vasco Rossi - Le quattro giornate di Vasco      | 30 agosto 2016 in prima serata     | Vasco Rossi | 1.538.000                                                                     | 8%                                                                            |
| Casadei - La dinastia del liscio                | 31 agosto 2017 in prima serata     | Mirko Casadei, Goran Bregović, Roy Paci & Aretuska, Eugenio Bennato, Massimo Bubola, Cisco, Khorakhanè, Gipsy Kings, Gloria Gaynor, Kid Creole & The Coconuts, Morgan e Frankie hi-nrg mc |                                                                               |                                                                               |
| Renzo Arbore - Una Vita a tutto swing           | 5 settembre 2017                   | Fiorello, Gigi Proietti, Stefano Bollani, l'Orchestra Italiana, Marisa Laurito, Nino Frassica e Ugo Porcelli |                                                                               |                                                                               |
| Luciano Pavarotti - Un mito semplice            | 13 dicembre 2018                   | | 1.125.000                                                                     | 5,3%                                                                          |
| Non Stop - La stagione del talenti              | 25 dicembre 2018                   | Carlo Verdone, Lello Arena e Enzo Decaro, Umberto Smaila, Jerry Calà, Franco Oppini e Nini Salerno, Enrico Beruschi, Marco Messeri, Jack la Cayenne, Nino Formicola, Antonella Ruggiero, Alessandro Benvenuti e Athina Cenci | 1.226.000                                                                     | 6,2%                                                                          |
| L'inarrestabile Gianna                          | 2 gennaio 2019                     | Carmen Consoli, Laura Pausini, Elisa, Emma, Fiorella Mannoia, Riccardo Scamarcio, Giuliano Sangiorgi, Giovanni Veronesi e Massimo Ranieri | 658.000                                                                       | 4,8%                                                                          |